# Aroga chlorocrana
Aroga chlorocrana is een vlinder uit de familie van de tastermotten (Gelechiidae). De wetenschappelijke naam van de soort is voor het eerst geldig gepubliceerd in 1927 door Edward Meyrick.